# Jasurbek Latipov
Jasurbek Latipov est un boxeur ouzbek né le 15 septembre 1991.

## Carrière
Sa carrière amateur est marquée par une médaille de bronze remportée aux championnats du monde de Bakou en 2011 et deux médailles d'argent aux mondiaux d'Almaty en 2015 et de Hambourg en 2017 dans la catégorie poids mouches. Il obtient par ailleurs le titre de champion d'Asie à Tachkent en 2017,.

## Palmarès

### Jeux olympiques
- Éliminé au 3e tour en -52 kg en 2012 à Londres, Royaume-Uni

### Championnats du monde de boxe amateur
- Médaille de bronze en -52 kg en 2011 à Bakou, Azerbaïdjan
- Médaille d'argent en -52 kg en 2015 à Almaty, Kazakhstan
- Médaille d'argent en -52 kg en 2017 à Hambourg, Allemagne

### Championnats d'Asie
- Médaille d'or en -52 kg en 2017 à Tachkent, Ouzbékistan